# باغ شیروان نادری
باغ شیروان نادری یک منطقهٔ مسکونی در ایران است که در دهستان گل‌گل واقع شده‌است.